# Pilea gamboana
Pilea gamboana är en nässelväxtart som beskrevs av Al.Rodr. och A.K.Monro. Pilea gamboana ingår i släktet pileor, och familjen nässelväxter. Inga underarter finns listade i Catalogue of Life.